# Estação Waterloo
- Commons

A Estação de Londres-Waterloo ou Estação Waterloo (em inglês: London Waterloo) é um terminal ferroviário e uma das estações do Metropolitano de Londres, localizada no borough londrino de Lambeth. É uma das 19 estações administradas pela Network Rail, sendo parte da Zona 1 dos transportes públicos de Londres. O prédio principal da estação foi erguido em 1922 e é tombado como um Listed building de Grau II.
É uma das estações terminais de várias linhas do National Rail, estando localizada entre as estações Vauxhall, Clapham Junction, Surbiton e Woking.
Outro fato que aumentou a sua popularidade foram as gravações de algumas cenas do Filme Ultimato Bourne estrelado por Matt Damon.

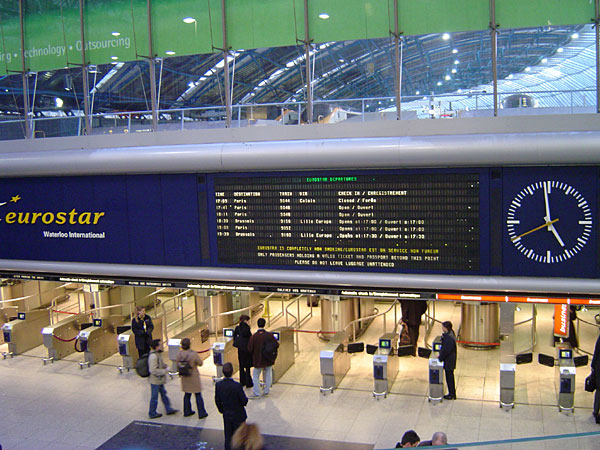
Waterloo International (1994-2007)

## História
A Estação Waterloo foi aberta ao tráfego principal em 11 de julho de 1848 pela London and South Western Railway. Foi concebido inicialmente como uma estação movimentada com o projeto (nunca realizado) de trazer trens para a Cidade de Londres. Durante o século XIX, a estação tornou-se incontrolável e foi caindo aos poucos em ruínas, até que se decidiu demoli-la completamente para a reconstruir. A construção da nova estação começou em 1900 e continuou até 1922. Esta nova estação tinha 21 plataformas e uma sala de espera de aproximadamente 250 metros de comprimento. No entanto, ela foi gravemente danificada durante a Segunda Guerra Mundial e exigiu um extenso trabalho de restauração.
A Estação Waterloo International foi uma estação que ficou famosa por sediar uma briga entre duas torcidas organizadas britânicas entre 2000 e 2006 para ser mais especifico entre torcidas de Tottenham Hotspurs e West Ham United.

## Serviços
A Estação Waterloo abriga uma estação da British Transport Police. No exercício de 2006/07, com as estatísticas publicadas no ano anterior e o fim dos serviços da Eurostar, o complexo Waterloo, incluindo o metro e Waterloo Oriente manuseados cerca de 170 milhões de passageiros (não incluindo intercâmbios sobre as subterrâneos), mais do que qualquer outra estação no Reino Unido, e o terceiro maior movimento do mundo, menor apenas do que Gare du Nord em Paris e Gare Saint-Lazare. Possui mais plataformas e maior área útil do que outras estações britânicas. É o término de uma rede de linhas ferroviárias no Sudoeste da Inglaterra e os subúrbios de Londres.

## Estação do Metrô de Londres
Havia planos para conectar Waterloo ao West End por meio de uma ferrovia subterrânea desde a década de 1860. A Waterloo & Whitehall Railway iniciou a construção de uma linha em direção a Whitehall, mas foi abandonada em 1868 devido a dificuldades financeiras. A primeira linha subterrânea a ser aberta em Waterloo foi a Waterloo & City Railway para Bank, coloquialmente conhecida como "The Drain" devido ao seu acesso através de uma passagem subterrânea inclinada no final de Bank. Foi inaugurado em 8 de agosto de 1898 e era propriedade parcial da L&SWR, que assumiu a propriedade total em 1907. Foi projetado principalmente para passageiros e normalmente não abre aos domingos.
A Baker Street and Waterloo Railway (agora parte da Bakerloo line) foi inaugurada em 10 de março de 1906 e foi inicialmente acessada de Waterloo por elevadores de York Road no final da estação. A estação da linha Northern em Waterloo foi inaugurada em 13 de setembro de 1926, como parte da extensão geral de Charing Cross para Kennington. A estação da Jubilee line foi inaugurada em 24 de setembro de 1999 como parte da extensão leste para Stratford.